# Gilbert Kankonde Malamba
Gilbert Kankonde Malamba est une personnalité politique congolaise et vice-Premier ministre, ministre de l'Intérieur, de la Sécurité et des Affaires coutumières du gouvernement Sylvestre Ilunga.